# Paolo I Šubić
Paolo I Šubić (in croato Pavao I. Šubić Bribirski; in ungherese bribiri I. Subics Pál; 1245 circa – 1º maggio 1312) fu un membro della nobile famiglia croata degli Šubić che ricoprì la carica di bano della Croazia tra il 1275 e il 1312 e divenne signore della Bosnia dal 1299 fino al 1312.
In qualità di primogenito di Stefano II Šubić, ereditò il titolo di conte di Bribir e fu nominato bano nel 1273. Sollevato dall'incarico nel 1274, in seguito al suo coinvolgimento nelle dispute tra le città costiere dalmate di Traù e Spalato, tornò però in carica nel 1275. Con l'aiuto dei suoi fratelli, Mladen I e Giorgio I, Paolo impose il dominio diretto sulla maggioranza delle città costiere. La contesa sulle terre della famiglia dei Kačić nella Croazia meridionale, nota per i fenomeni di pirateria nel mare Adriatico, spinse Paolo in conflitto con la Repubblica di Venezia. Nello stesso periodo, gli Šubić divennero alleati degli Angioini di Napoli. I combattimenti con Venezia continuarono invece a intermittenza fino alla stipula di un trattato di pace nel 1294.
Durante la crisi di successione incorsa nel regno d'Ungheria verso la fine del secolo, Paolo si affermò tra gli oligarchi più potenti del regno, e fu il principale alleato degli Angioini nella loro lotta contro la dinastia degli Arpadi. Nel 1300, Paolo invitò il contendente angioino al trono, Carlo Roberto, a Spalato e da lì a Zagabria, dove Carlo fu riconosciuto come re d'Ungheria e di Croazia. Paolo so disinteressò degli eventi che riguardarono nel decennio seguente Carlo, il quale non fu riconosciuto come re per un altro decennio. Paolo espanse il suo dominio verso est, sul banato di Bosnia nel 1299, e sulla Zaclumia nel 1301, di cui distribuì le terre tra i membri della sua famiglia. Nel 1304, Paolo guidò una campagna in Bosnia dopo che Mladen I, nominato da Paolo bano di Bosnia, fu ucciso da alcuni ribelli. I tumulti vennero rapidamente sedati e Paolo cedette il titolo di bano bosniaco a suo figlio, Mladen II.
L'autorità della corona sulle terre detenute da Paolo fu solo nominale per tutta la durata del suo governo, durante il quale riuscì a trasformare i suoi titoli in titoli ereditari per la sua famiglia. Le sue sedi principali erano a Bribir e nella città di Scardona. Emanò la propria moneta, coniata a con argento proveniente dalla Bosnia, e predispose l'istituzione di tre nuove diocesi cattoliche in Croazia. Nel 1311, Paolo aiutò una rivolta contro Venezia a Zara e ottenne il controllo della città, il che portò a un'altra guerra con i veneziani. Paolo morì poco dopo la cattura di Zara, nel maggio 1312, mentre erano in corso le trattative di pace con Venezia. in corso. Gli successe il figlio maggiore, Mladen II.

## Biografia

### Primi anni
Paolo era il primogenito di Stefano II della famiglia degli Šubić, il nobile della più influente discendenza aristocrazia della Croazia, all'epoca in unione personale con il regno d'Ungheria. La data esatta della nascita di Paolo è sconosciuta, malgrado sia stimata intorno al 1245. Oltre ai due fratelli Mladen I e Giorgio I, aveva anche delle sorelle, ma è noto soltanto il nome di Stanislava. Il padre di Paolo, Stefano II, fu coinvolto nella guerra con l'Impero mongolo nel 1242, quando il re Béla IV si rifugiò nella città di Traù, in suo possesso. In virtù dell'aiuto concesso, Béla concesse la contea di Bribir, nei pressi di Scardona, a titolo ereditario a Stefano nel 1251. In tale periodo, Stefano si affermò come principale esponente della famiglia degli Šubić, in seguito a una lotta interna per la supremazia. Insieme a Traù e a Bribir, gli Šubić governarono la contea di Sebenico. La moglie di Stefano, il cui nome non è noto, era imparentata con la dinastia reale magiara degli Arpadi, probabilmente con uno dei suoi rami femminili.
Paolo ereditò il titolo di conte di Bribir da suo padre, morto prima del 1267. La prima volta in cui viene menzionato fu nel 1272, quando ricopriva la carica podestà della città di Traù. Nel maggio del 1273, Paolo divenne conte di Traù e di Spalato. Suo fratello, Giorgio I, divenne invece signore di Sebenico. Paolo aveva intrecciato buoni rapporti con la nobile famiglia ungherese dei Gutkeled, e sostenne il bano della Slavonia Gioacchino Gutkeled, che era probabilmente suo cugino, nella sua lotta contro gli aristocratici rivali suoi conterranei. Dal 1273, Paolo ricoprì il ruolo di bano delle regioni marittime (banus maritimus), al posto del suo predecessore, tale Mauro. Il bano delle regioni marittime, detto anche bano di Croazia, rappresentava nel XIII secolo un punto di riferimento anche per la vicina Slavonia. In virtù di questo ruolo di prestigio, l'influenza di Paolo e dei suoi fratelli crebbe in fretta.

## Regno

### Consolidamento del potere

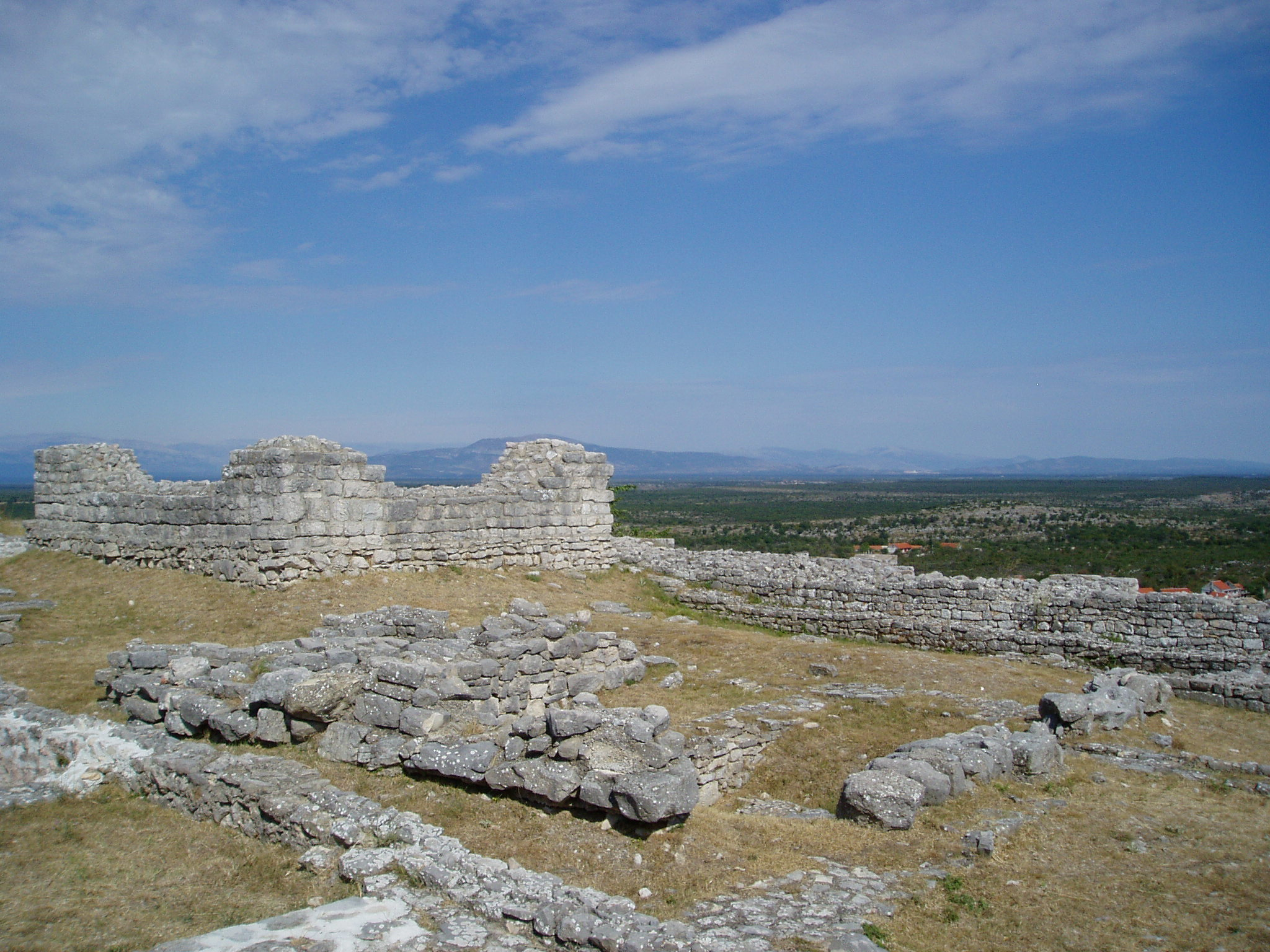
Resti della fortezza di Bribir, una delle principali roccaforti di Paolo

Paolo fu coinvolto nell'estenuante lotta che riguardava Spalato e Traù. Le due città erano in guerra sin dal 1240 per i possedimenti nell'entroterra di Spalato. Paolo intervenne a favore di Spalato e cercò di rafforzare il suo dominio su Traù, che si era ammutinata contro Paolo. Ignorò invece gli ammonimenti del re Ladislao IV, il quale prese a cuore la causa di Traù e si disse pronto a proteggerla. Nell'inverno del 1273/1274, Spalato attaccò la fortezza di Clissa, il cui castellano era un sostenitore di Traù. Sebbene l'attacco fallì, Paolo riuscì a sottomettere Traù nella primavera del 1274. Decise di interferire anche nella disputa tra Sebenico e Traù a proposito della comunità religiosa di Sebenico, la quale intendeva separarsi. In quel caso, Paolo favorì la posizione di Sebenico e incoraggiò la secessione della sua Chiesa dalla diocesi di Traù. Dovette poi brevemente rinunciare alla carica di bano nella seconda metà del 1274, ritornando a ricoprirla dall'estate dell'anno successivo. Il ruolo di bano dell'intera Slavonia venne ricoperto congiuntamente da Giovanni Kőszegi e Nicola Gutkeled. Per Nicola fu istituito invece un nuovo titolo, quello di bano di tutta la Croazia e la Dalmazia. Tuttavia, Nicola preservò questo titolo solo nel 1275, e Paolo rimase l'unico bano della Croazia dopo essersi spostato in Ungheria.
Il fratello di Paolo, Mladen I, gli succedette come podestà di Traù, e in seguito divenne conte di Traù e di Spalato. Nel 1278, gli Šubić amministravano quasi tutte le città costiere a sud delle Alpi Bebie. Tra questi insediamenti figurava Scardona, vicino a Sebenico. Scardona fu inoltre una delle località dove maggiormente visse Paolo, assieme a Bribir, Clissa e alla fortezza di Ostrovica. Oltre a queste città, Paolo possedeva altresì dei castelli di Tenin e Počitelj. Le terre possedute dagli Šubić non formavano una regione ben definita, motivo per cui spesso venivano prese di mira da altre famiglie nobili per il controllo delle città e delle fortezze.
Paolo cercò di consolidare il suo controllo sui possedimenti della famiglia dei Kačić, una roccaforte presidiata da pirati che imperversavano nella Croazia meridionale e perlopiù attivi nei dintorni di Almissa. Anche gli Angioini del regno di Napoli si impegnarono a reprimere i pirati attivi in quella zona. In quel frangente storico, le famiglie degli Šubić e degli Angioini intrecciarono delle relazioni costruttive. Gli Angioini controllavano l'Italia meridionale, con cui si eseguivano frequenti scambi commerciali, in particolare il grano, con la Dalmazia e la Morlacca alla fine del XIII secolo. I primi contatti tra le due famiglie furono stabiliti prima della seconda affermazione di Paolo come bano, su iniziativa degli Angioini ritenuti loro potenziali alleati.
Le forze angioine si impossessarono delle isole di Lesina e Brazza sottraendole ai Kačić nel 1275. La Repubblica di Venezia iniziò una sua guerra contro i Kačić nel 1276. Nell'aprile del 1278, le isole di Lesina e Brazza riconobbero l'autorità veneziana. Ciò minacciò gli interessi di Paolo e lui intervenne nel conflitto contro Venezia. Nel corso della guerra, Paolo ottenne il controllo di Almissa e dell'isola di Brazza, dove nominò un nobile di Zara per governarla; Giorgio I fu invece nominato conte di Almissa. Rimossi i Kačić dal potere, i fenomeni di pirateria contro le navi di Paolo cessarono nel Mare Adriatico.
Nel 1288, Paolo iniziò a negoziare un accordo di pace con Venezia. Dopo lunghi colloqui, fu concluso un trattato di pace nel maggio del 1290. I rappresentanti di Paolo nei negoziati garantirono che i pirati di Almissa non avrebbero attaccato le navi veneziane e che non avrebbero navigato nell'Adriatico settentrionale. L'autorità veneziana sulle isole di Lesina e Almissa fu riconosciuta, mentre le città di Traù, Sebenico e Spalato accettarono di pagare 20 000 lire veneziane alla Serenissima come garanzia. I veneziani garantirono che non avrebbero attaccato le terre di Paolo e concessero a suo fratello, Giorgio I, di transitare senza pagare alcun dazio durante i suoi viaggi nello Stato Pontificio e nell'Italia settentrionale. L'intesa di pace fu rotto nel maggio del 1293, quando Venezia catturò Almissa con l'aiuto di un aristocratico locale. Il conflitto tornò quindi a farsi sentire e durò fino al marzo del 1294, terminato con un nuovo trattato di pace alle stesse condizioni del primo, benché Almissa tornò in mano agli Šubić. Paolo si rivolse alla ricerca di alleati a Venezia, attraverso i suoi legami con la famiglia dei Tiepolo, così come nei comuni dalmati controllati dai veneziani di Arbe e Zara. Si vennero intrecciati dei legami matrimoniali con la casa di Gorizia, rivale di Venezia.
Paolo coltivò buoni rapporti con il papa e la Chiesa cattolica. Egli condivideva degli interessi comuni con la curia romana nel reprimere i bogomilisti nella regione e contrastare il predominio veneziano nell'Adriatico, oltre a sostenere entrambi gli Angioini nella sua rivendicazione al trono. I rapporti si fecero più intensi dopo il 1290, durante il pontificato di papa Niccolò IV. Prima di sedere sul soglio, Niccolò era il referente provinciale francescano della Slavonia, attivo sia in Croazia e in Dalmazia. Gli Šubić incentivarono le attività dei francescani in Croazia.

### Crisi di successione in Ungheria

Il dominio di Paolo tra gli altri oligarchi durante la fase di interregno in Ungheria

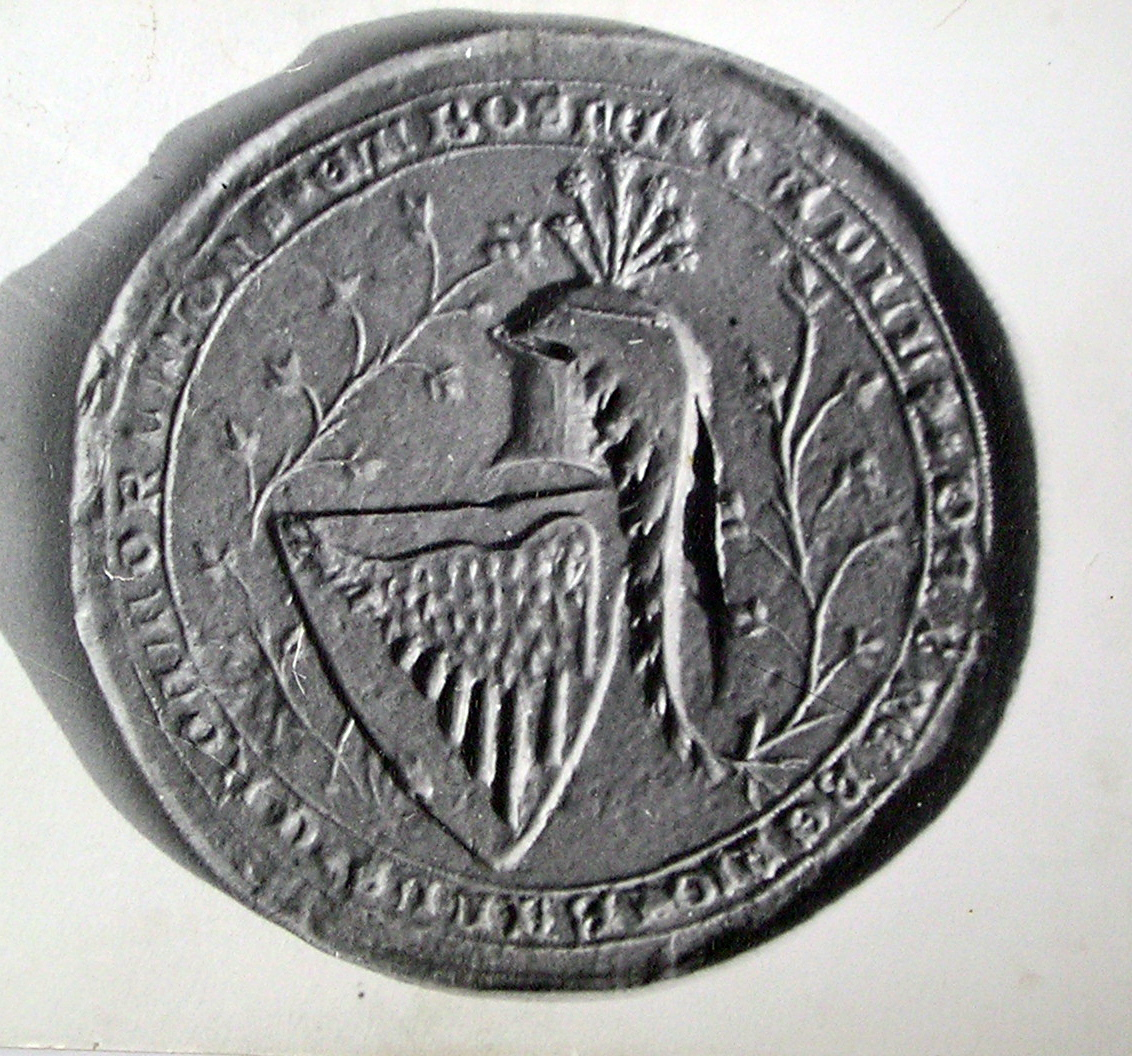
Il sigillo di Paolo, che recita "Paolo di Bribir, bano dei Croati e signore della Bosnia"

Con la morte del re Ladislao IV nel 1290, che non lasciò eredi, scoppiò una guerra di successione tra Andrea III della dinastia degli Arpadi, sostenuto dalla maggior parte dei nobili ungheresi, e Carlo Martello d'Angiò, con il sostegno della maggioranza della nobiltà croata. Tra loro figuravano gli Šubić, i Kurjaković, i Frangipane e i Babonić, ma la lealtà delle varie famiglie non fu sempre coerente. Andrea III e Carlo Martello lottarono duramente per accattivarsi il sostegno della nobiltà in Croazia e Slavonia. Gli Angioini si rivolsero principalmente a Paolo, mentre Andrea trovò un alleato nel bano della Slavonia, Stefano III Babonić. Ciò determinò una disputa tra gli Šubić e i Babonić sulla contea di Drežnik, vicino a Bihać, che Andrea concesse ai Babonić, mentre gli Angioini la concessero agli Šubić.
Nel novembre del 1291, gli Angioini e Paolo concordarono sull'importazione di grano dalla Puglia. Nel 1292, il padre di Carlo Martello, Carlo II, in nome di suo figlio, concesse a Paolo e alla famiglia degli Šubić i diritti ereditari su tutta la Croazia, dal monte Gvozd fino al fiume Narenta, «inclusi tutti i signori locali, vassalli, città, castelli e villaggi, con le isole adiacenti e tutti i diritti e le entrate doganali», ad eccezione della parte più occidentale della Croazia, governata dai Frangipane. Nel 1293, Andrea III fece un gesto simile nominando Paolo bano ereditario di Croazia e Dalmazia. Con questa mossa, Andrea potrebbe aver ottenuto il sostegno di Paolo per un breve periodo. Andrea III chiese inoltre a Paolo di riconoscere sua madre, Tomasina Morosini, come duchessa di tutta la Slavonia, un titolo che riguardava l'intero territorio sito tra i fiumi Drava e Danubio al mare Adriatico. Poiché tale provvedimento non poteva soddisfare le esigenze di Paolo, egli tornò a parteggiare per gli Angioini.
La morte improvvisa di Carlo Martello per la peste nel 1295 ostacolò le ambizioni della famiglia Angiò. I diritti di Carlo Martello al trono passarono a suo figlio, Carlo Roberto. Carlo II confermò la posizione di bano a vita per quanto riguardava Paolo. Andrea III fu accettato come re dalla nobiltà e seguì un breve periodo di pace. Nel 1299, Andrea nominò suo zio, Albertino Morosini, duca di Slavonia, e, poiché non aveva figli maschi, erede al trono. Ciò scatenò una nuova rivolta di Carlo Roberto. Lo stesso anno, Carlo II confermò la legittimità di ogni feudo di Paolo e dei suoi fratelli, sia già posseduto che potenziale, a condizione che gli Šubić fornissero truppe per le campagne angioine. Essendo le concessioni precedenti incondizionate, Paolo iniziò a prendere le distanze dagli Angioini.
Paolo sosteneva che il diritto ai regni ungherese e croato fosse determinato dalla Santa Sede, sulla base del fatto che il re croato Demetrio Zvonimir e il re ungherese Stefano I fossero stati intronizzati dal pontefice. Mandò poi Giorgio I in visita dal papa a Roma e poi a Napoli, capitale angioina, nel gennaio del 1300. Giorgio convinse Carlo II a insistere sulla pretesa al trono del nipote e organizzò il viaggio di Carlo Roberto attraverso l'Adriatico fino alla città di Spalato, dove Paolo lo avrebbe incontrato. Ottenne anche l'approvazione papale per uno degli obiettivi della famiglia degli Šubić, rimuovere la Chiesa di Sebenico dalla giurisdizione del vescovo di Traù e istituire una diocesi di Sebenico direttamente sottoposta all'arcivescovo di Spalato. Giorgio e Carlo Roberto giunsero a Spalato in agosto e da lì Paolo scortò Carlo a Zagabria, dove vari nobili leali, ad esempio Ugrino III Csák, lo riconobbero alla stregua di legittimo sovrano. Delle terre e delle città sotto l'autorità di Paolo, solo la città di Traù, presumibilmente a causa della separazione della diocesi di Sebenico, cercò di contestare il riconoscimento di Carlo.
L'avversario di Carlo, Andrea III, morì nel gennaio 1301, mese durante il quale Paolo si trovava in pellegrinaggio a Roma. Carlo si affrettò ad arrivare a Strigonio, dove fu incoronato con una corona provvisoria nella primavera del 1301. Paolo non fu coinvolto negli eventi che successivamente ebbero luogo in Ungheria, e si concentrò sull'espansione del suo dominio alla città di Zara, allora sotto la supremazia veneziana, e al banato di Bosnia. Nonostante l'incoronazione, Carlo non fu pienamente riconosciuto per un altro decennio e governò solo in alcune aree dell'Ungheria, mentre il suo potere in Croazia fu solo nominale. Paolo raramente faceva riferimento al re nelle sue carte, tanto che de factoagì da sovrano indipendente nei propri feudi. Lui e i suoi familiari non parteciparono all'incoronazione di Carlo Roberto nel 1309, alla quale inviò i suoi emissari. Giorgio, che governò in veste di conte delle città marittime, mantenne contatti più saldi con gli Angioini poiché intimorito dalla minaccia rappresentata da Venezia.

### Espansione

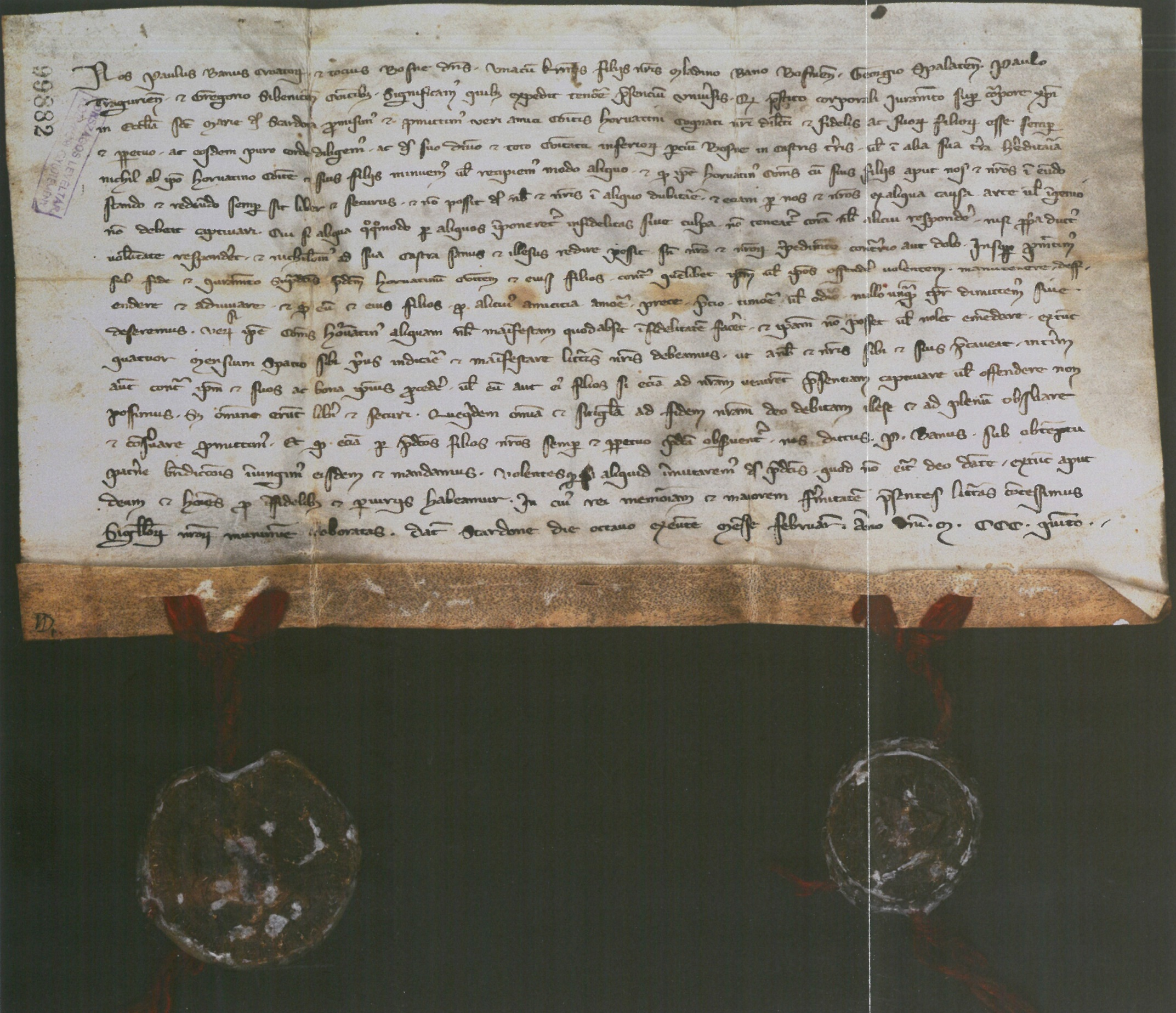
Un documento in latino realizzato da Paolo nel 1305 e destinato a Hrvatin Stjepanić

Nel 1299, Paolo estese il suo dominio al banato di Bosnia e assunse il titolo di signore di Bosnia (dominus Bosne). Il principale alleato del luogo fu Hrvatin Stjepanić; della famiglia degli Hrvatinić, aveva dei legami di parentela con gli Šubić ed estese la propria autorità in veste di conti del Donji Kraji (la Bosnia centro-settentrionale). Il ruolo di Paolo fu contestato dal bano bosniaco Stefano I Kotromanić. Nella primavera del 1302, Mladen I marciò contro Stefano e a maggio ottenne il controllo della maggior parte del banato fino al fiume Drina a est. L'offensiva terminò a giugno, quando Mladen I, in qualità di nuovo bano della Bosnia, concesse privilegi commerciali a Spalato da Foča, un insediamento sulle rive della Drina.
Paolo si espanse anche a sud-est, in aree governate dal re serbo Stefano Uroš II Milutin, nel 1301. Approfittando della guerra civile in Serbia tra Stefano Milutin e Stefano Dragutin, il croato espugnò l'intera regione della Zaclumia e si diresse poi a Cattaro, assistito dalla flotta veneziana. Ciò non lo dissuase dall'attaccare Ragusa e Zara, città sotto la sovranità di Venezia. La seconda città riuscì a reggere l'impatto, interrompendo la sua espansion. I negoziati di pace tra Paolo e Stefano Milutin furono pianificati nel 1303, ma non si sa se le trattative si svolsero e quale ne sia stato l'esito. Il figlio primogenito di Paolo, Mladen II, fu nominato signore di Zaclumia. L'amministrazione del territorio fu affidata alla famiglia Nelipić.
La morte del fratello Mladen I nel giugno 1304, che era stato presumibilmente assassinato dai sostenitori di Stefano I Kotromanić, descritti dagli Šubić come «eretici», costrinse Paolo a guidare un esercito in Bosnia e a riaffermare la propria autorità, compito eseguito con successo nel febbraio del 1305 e cedette il titolo di bano a Mladen II. Paolo assunse il titolo di signore della Bosnia tutta e Carlo Roberto gli concesse il diritto di ereditare il banato di Bosnia nel 1308.

### Ultimi anni

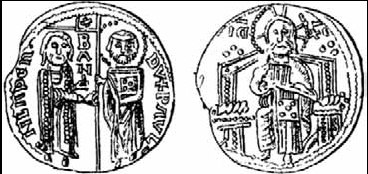
Monete di Paolo e Mladen I

Paolo preferiva ricorrere al titolo di bano dei Croati (banus Croatorum) anziché di bano della Croazia o delle regioni marittime, forse perché esso trasmetteva l'idea che il suo potere derivasse dalla volontà popolare e della nobiltà croata piuttosto che da un'autorità superiore. In questo modo, intendeva ricalcare la sua indipendenza come bano di tutta la Slavonia. Lo stemma di Paolo era un'ala d'aquila su uno scudo e coniò inoltre delle proprie monete grazie all'argento estratto in Bosnia sulla base dello stile dei grossi veneziani. Le monete portavano i nomi di Mladen I e poi di Mladen II, i bani della Bosnia, e il nome di Paolo. Per una migliore organizzazione amministrativa, tenne una cancelleria sia a Scardona che a Bribir. 
Oltre alla diocesi di Sebenico, ne furono istituite due nuove, una a Duvno e l'altra ad Almissa. A Scardona, che divenne il principale luogo di residenza di Paolo, fu costruita la chiesa di San Giovanni Battista, scelto come santo protettore della sua famiglia. A Scardona fu costruito anche il monastero francescano di Santa Elisabetta, dove la sorella Stanislava prestò servizio nell'ordine delle clarisse. A Bribir fu costruita la chiesa francescana di Santa Maria, che fungeva da chiesa funeraria degli Šubić.
Gli Šubić rivendicarono una sorta di legame con i precedenti duchi e re croati della dinastia Domagojević e Trpimirović, nel tentativo di rimarcare una sorta di continuità con la loro autorità. Ciò si riflette in particolare nell'invocazione del re Demetrio Zvonimir, che amministrò la Croazia nella seconda metà dell'XI secolo. Una cronaca dell'inizio del XIV secolo relativa a Zvonimir, attribuita agli Šubić, riferisce che Zvonimir fu sepolto nella stessa chiesa funeraria usata degli Šubić. Nel 1302, Paolo scrisse al pontefice che la Croazia era sin dai tempi del re Zvonimir feudo della Santa Sede. Prima del 1310, papa Clemente V dichiarò Paolo patrono e protettore del monastero di San Gregorio ad Aurana, donato da Zvonimir a papa Gregorio VII e poi concesso ai Cavalieri Templari. Vi sono delle prove da cui si desume che Paolo avesse eretto una lapide nella chiesa di Santa Maria in onore di Zvonimir. Le iscrizioni in pietra che menzionano il duca Branimiro del IX secolo sono state restaurate e collocate in edifici ecclesiastici di nuova costruzione.

I domini di Paolo nel 1312 (Croazia, Bosnia e Zaclumia), poco dopo la presa di Zara

All'apice del suo potere, Paolo rivolse la sua attenzione alla città di Zara, l'unica città costiera dalmata ancora non sotto il suo controllo. A tal fine, sviluppò stretti legami con la nobiltà di Zara, nominò i suoi esponenti in varie cariche all'interno dei suoi possedimenti e mediò le dispute fondiarie tra i cittadini di Zara e la contea di Bribir, che Venezia minacciava con dure sanzioni. Nel 1308, la Serenissima conquistò la città di Ferrara, ma poiché essa era rivendicata dallo Stato Pontificio, papa Clemente V pose un interdetto su Venezia.
Nel 1310, nella città lagunare ebbe luogo il fallito tentativo di Bajamonte Tiepolo (congiura del Tiepolo) di rovesciare il doge in carica, Pietro Gradenigo; temendo repressioni, Bajamonte chiese presto asilo nelle terre di Paolo. Paolo radunò un esercito nei pressi di Zara nella primavera del 1310 e attese il momento propizio per un intervento, coinciso con il marzo del 1311, scoppiò a Zara una rivolta contro le autorità veneziane. Il figlio di Paolo, Mladen II, condusse le armate spedite in soccorso degli insorti e i veneziani furono costretti a fuggire dalla città. Mladen II fu proclamato conte di Zara e principe di Dalmazia (princeps Dalmacie), poiché Zara era considerata la capitale della Dalmazia. Il doge reagì inviando una grande flotta nella speranza di recuperare la città. Paolo informò il pontefice sullo sviluppo degli eventi, affermando che Zara era stata «liberata dall'illegittima occupazione veneziana» e facendo riferimento all'interdetto del Santo Padre come pretesto per giustificare l'intervento.
Le forze sotto il comando di Mladen respinsero con successo gli attacchi. Sia papa Clemente V sia re Carlo Roberto protestarono per gli attacchi a Zara e Venezia si convinse di negoziare la pace che iniziò nell'aprile del 1312. I combattimenti tuttavia si trascinarono oltre e durante gli stessi fu catturato il comandante della flotta veneziana. Le trattative furono seguite da Paolo e Giorgio II e proseguirono anche dopo la morte di Paolo. Quest'ultimo morì il 1º maggio e fu sepolto nella chiesa di Santa Maria a Bribir. Gli succedette il figlio, Mladen II.

## Discendenza
Benché il nome della prima moglie non sia noto, la seconda consorte di Paolo fu Ursa, con cui celebrò le nozze nel 1289. Probabilmente era la sorella di Hrvatin Stjepanić, o la figlia di Stefano Dragutin e Caterina d'Ungheria. Ursa morì nel 1303 e in una cronaca che narra della sua morte viene definita banessa dei croati. I due fratelli di Paolo, Mladen I e Giorgio I, esercitarono un'influenza significativa durante il suo governo. Paolo ebbe quattro figli a cui affidò cariche e possedimenti. Il suo primo figlio fu Mladen II, divenuto principe di Dalmazia, conte di Zara e bano di Bosnia; succedette al padre come bano di Croazia e signore di Bosnia. Era sposato con Elena, una parente degli Angioini. Dopo la morte del padre, Mladen tenne per sé il titolo di bandito di Bosnia e signore di Zaclumia, e permise solo a suo fratello Giorgio II, il secondo figlio di Paolo, di partecipare effettivamente al processo decisionale delle sue politiche. Giorgio II era il conte delle città dalmate. Gli altri due figli, Paolo II e Gregorio II, erano molto più giovani e detenevano titoli inferiori.